# Terremoto de Luding de 2022
El terremoto de Luding de 2022 fue un terremoto de magnitud 6,7 que golpeó el lunes 5 de septiembre de 2022 dicho condado en la provincia de Sichuan (China). El epicentro se ubicó a 226 km (140 millas) de Chengdu. Murieron un total de 93 personas, 424 resultaron heridas y 24 desaparecieron. El terremoto fue el más fuerte en la provincia desde 2017.

## Entorno tectónico
Sichuan se halla en una zona compleja de fallas creadas por la continua colisión de la placa índica con la placa euroasiática. A medida que continúa el empuje inferior del Himalaya, la corteza de la placa euroasiática se deforma y se eleva para formar la meseta tibetana. En lugar de fallas de empuje hacia el sur, la meseta tibetana acomoda la deformación a través de la tectónica de escape de deslizamiento. Grandes cantidades de movimiento de deslizamiento se acomodan a través de fallas importantes y sus extensiones a lo largo de la meseta, como la falla de Altyn Tagh, la falla de Kunlun, la falla de Haiyuan y los sistemas de fallas de Xianshuihe. El movimiento de deslizamiento lateral izquierdo aprieta los bloques de la corteza de la meseta tibetana hacia el exterior, obligándolo a moverse hacia el este. Mientras tanto, el movimiento de deslizamiento también da como resultado la extensión este-oeste de la meseta, lo que provoca que las fallas normales se rompan dentro de la corteza engrosada.
A escala continental, la sismicidad de Asia central y oriental es en general el resultado de la convergencia hacia el norte de la placa india contra la placa euroasiática. La convergencia de las dos placas se acomoda por el levantamiento de las tierras altas asiáticas y por el movimiento del material de la corteza hacia el este al alejarse de la meseta tibetana levantada. En los últimos 20 años, se han presentado otros 25 terremotos M5.0+ dentro de los 200 km del evento del 5 de septiembre de 2022. La mayor parte de esta sismicidad está relacionada con réplicas de terremotos destructivos anteriores en el margen occidental de la cuenca de Sichuan. Este evento está al suroeste de un grupo de sismicidad después de un terremoto M6.6 el 20 de abril de 2013, que dio como resultado un total de 196 muertes. El 12 de mayo del 2008, ocurrió un terremoto M7.9 cerca del evento de septiembre y murieron 87,000 personas, convirtiéndolo en uno de los terremotos más destructivos de la historia reciente.

## Terremoto

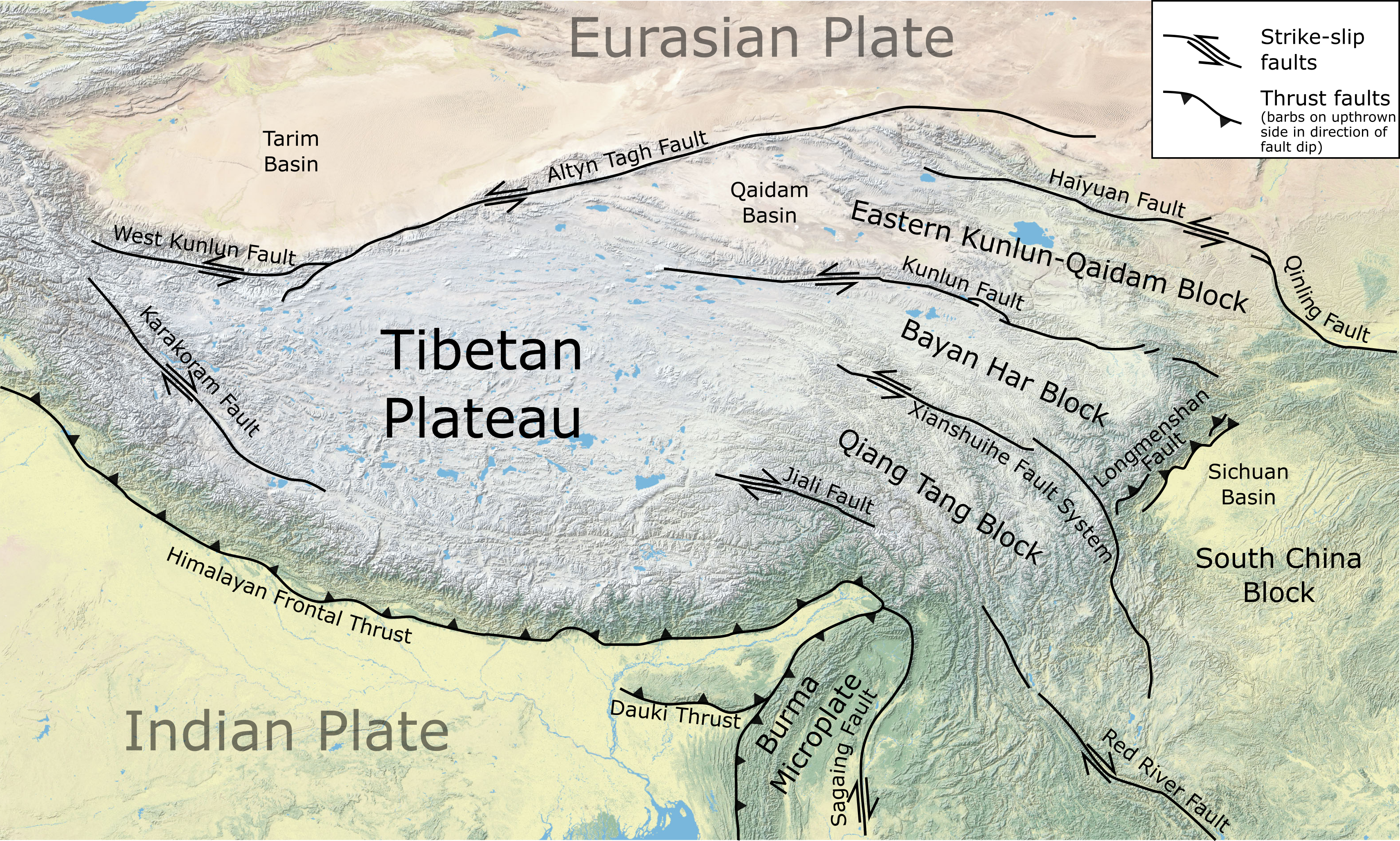
El panorama tectónico de la meseta tibetana y Sichuan.

El terremoto midió 6,8 en la escala de magnitud de onda superficial a una profundidad de 16 km (9,9 millas). En la escala de magnitud de momento (M w  ), el terremoto midió 6.6. Según el Servicio Geológico de los Estados Unidos, el terremoto fue el resultado de fallas superficiales en el margen occidental de la cuenca de Sichuan. El sismo tuvo un mecanismo focal correspondiente a un fallamiento de rumbo. El terremoto ocurrió en una falla lateral izquierda empinada con buzamiento hacia el SSE-NNW o una falla lateral derecha con buzamiento casi vertical hacia el WSW-ENE. La ubicación y el sentido del movimiento son consistentes con el movimiento en o cerca del sistema de falla lateral izquierdo de Xianshuihe. Muchas fallas en esta región están relacionadas con la convergencia del material de la corteza que se mueve lentamente desde la alta meseta tibetana hacia el oeste, contra la fuerte corteza que subyace en la cuenca de Sichuan y el sureste de China.
Expertos de la Administración de Terremotos de Sichuan dijeron que el terremoto ocurrió cerca de la falla de Moxi, un segmento de la zona de falla del sureste de Xianshuihe. Agregaron que es poco probable que ocurra un terremoto más grande cerca del epicentro, pero las réplicas persistirían. La zona de falla de Xianshuihe es una gran falla lateral izquierda activa que define el margen entre los bloques de Bayan Har y Sichuan-Yunnan. Produjo terremotos destructivos en 1786 (M7.75) , 1816 (M7.5), 1893 (M7.0), 1904 (M7.0), 1923 (M7.3), 1955 (M7.5) , 1973 (M7 .6) , 1981 (M6.9) y2014 (M6.3). No se han registrado terremotos M7.0+ a lo largo de la falla de Moxi desde 1786. Esta falla, que corre de norte a sur entre Kangding y Shimian, se consideró una fuente potencial de grandes terremotos debido a que no ha habido uno solo desde 1786.
A través de un análisis preliminar de datos de ondas de cuerpo y técnicas de inversión sísmica se determinó que la ruptura ocurrió en un área de 20 km (12 millas) × 25 km (16 millas) a lo largo de la falla. La mayor parte del momento sísmico se liberó dentro de los primeros 10 segundos del inicio de la ruptura, que luego se propagó hacia el suroeste. Se registraron más de 114 réplicas a profundidades de 5 a 15 km (3,1 a 9,3 millas) y se distribuyeron a lo largo de una tendencia norte-noroeste. La réplica más fuerte midió 4.8 {\displaystyle M_{b}}.

## Impacto

Un mapa de fuertes movimientos del suelo del USGS que muestra los diferentes niveles de intensidad que se sienten en toda la región en relación con el epicentro.

Como consecuencia del terremoto, se han registrado hasta el momento un total de al menos 66 personas fallecidas y 253 heridas, 75 de ellas en estado crítico. Otras 15 personas siguen desaparecidas. Los funcionarios de la provincia reportaron un total de 38 personas fallecidas en el condado Luding. Entre ellas, tres empleados de estacionamiento en el Parque Geológico Nacional de Hailuogou. La Estación Experimental y de Observación del Ecosistema Alpino de la Montaña Gongga, una estación de investigación, colapsó parcialmente. Falleció un(a) estudiante de posgrado, otras tres personas resultaron heridas y otras 14, ilesas, según la Academia China de Ciencias. Los residentes quedaron atrapados debajo de las casas colapsadas, y se reportaron muchos deslaves. Algunas personas presentaron heridas leves, debido a la caída de rocas. Ocho personas del condado recibieron atención en el Centro Médico de China Occidental, en Chengdu.
En el condado Shimian (prefectura Ya'an) fallecieron otras 28 personas y 78 resultaron heridas; hubo seis fallecidos y 11 heridos, según se reportó en Caoke; 15 fallecidos y 27, en Wanggangping; siete personas fallecidas y otras siete heridas, en Xinmin. En Xinmian, 33 heridos. Las personas heridas recibieron tratamiento en el hospital.
Una evaluación preliminar de los daños reveló un total de 243 casas colapsadas y otras 13,010 con daños. En dos casos, se destruyó por completo la infraestructura pública, y hubo daños en otros 142. El terremoto también destruyó cuatro hoteles y dañó a otros 307. Los deslaves provocaron que colapsaran los caminos. Se dañaron gravemente siete centrales hidroeléctricas pequeñas y medianas. También resultaron afectados los sistemas de suministro de agua. Muchas poblaciones de distintas extensiones resultaron afectadas en mayor o menor medida. Los informes preliminares indican que los servicios de comunicación se interrumpieron en Moxi y en Yanzigou. En Detuo, los deslaves dañaron gravemente varias casas. Los caminos se dañaron también en Lengmoan.
El sismo produjo un movimiento telúrico que asignó una intensidad sísmica máxima (CSIS) de IX sobre la región montañosa del noroeste de la provincia. CSIS VI se sintió sobre un área de 13.011 km 2 (5.024 millas cuadradas) por 580.000 personas. El terremoto se sintió a varios cientos de kilómetros de distancia en Changsha, provincia de Hunán y Xi'an , provincia de Shaanxi. Según los informes los temblores en Luding fueron tan intensos que las personas enfrentaron dificultades para tratar de permanecer de pie.
En el condado de Luding una sección de la carretera provincial 211 de Sichuan quedó enterrada bajo un deslizamiento de tierra mientras que otra quedó obstruida por los desprendimientos de rocas. Estos caminos fueron despejados por los funcionarios de inmediato. Aunque no hubo daños en las presas ni en las instalaciones hidroeléctricas, las líneas eléctricas dañadas afectaron a 43 158 clientes. Alrededor de 55 km (34 millas) de cables ópticos y 289 estaciones de comunicación resultaron dañados, interrumpiendo los sistemas de comunicación de 35.000 hogares. Más de 200 personas quedaron atrapadas en el Parque Geológico Nacional Hailuogou. Miles quedaron atrapados cuando un deslizamiento de tierra bloqueó la confluencia de los ríos Dadu y Wandong, formando un lago. Los residentes que vivían río abajo fueron evacuados. En la mañana del 6 de septiembre, el lago se desbordó y descargó agua a una velocidad de 150 a 200 m 3 (5300 a 7100 pies cúbicos)/s. Doce horas más tarde, su velocidad disminuyó a 10–15 m 3 (350–530 pies cúbicos)/s.

## Respuesta

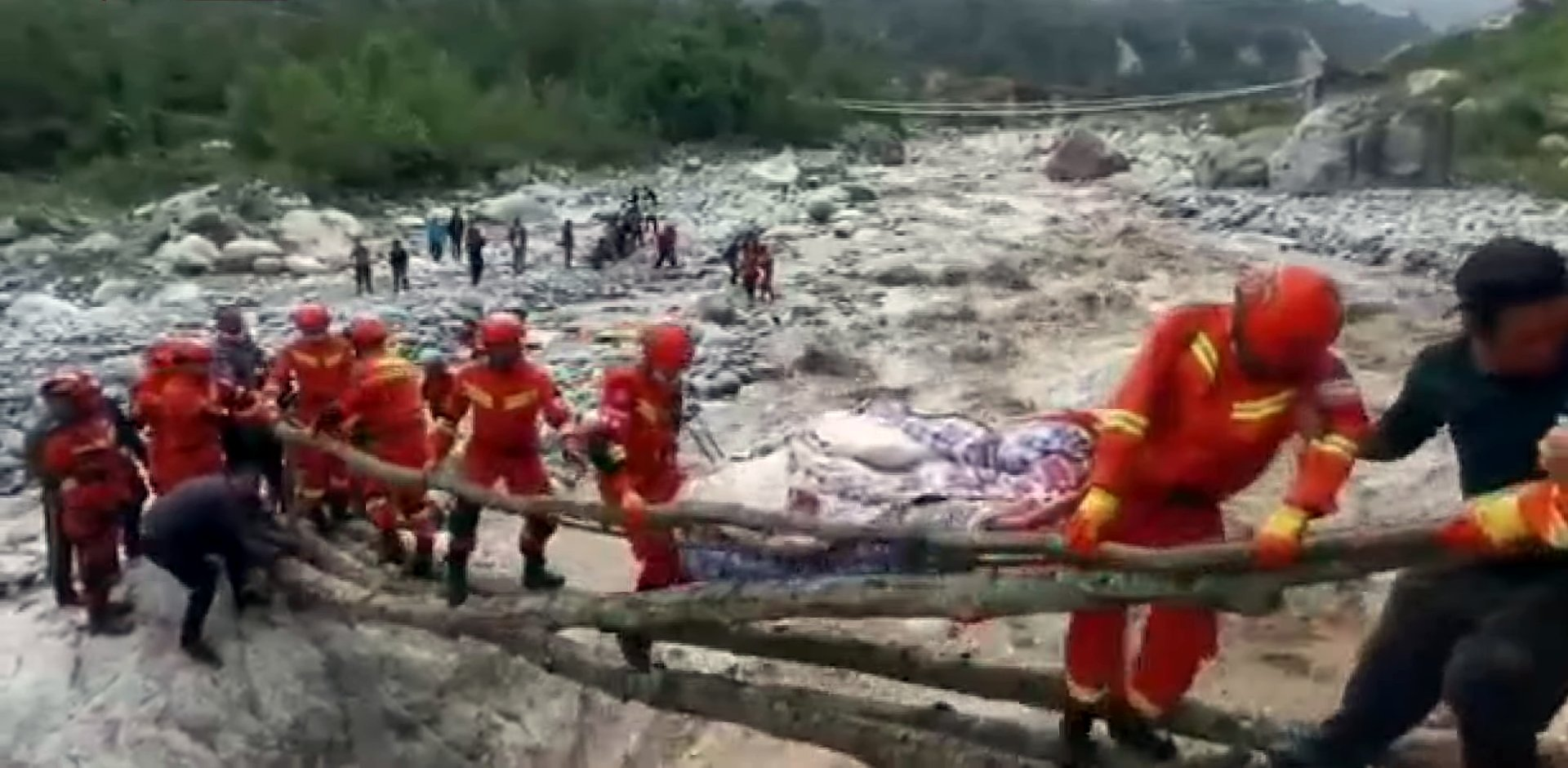
Trabajadores de emergencia rescatando a aldeanos heridos en Moxi, condado de Luding.

Se activó una alerta temprana de terremoto cuatro segundos después de que se iniciara el sismo principal. Los residentes en Kangding, a 53 km (33 millas) de distancia recibieron siete segundos de advertencia antes de que ocurriera el temblor. En Ya'an y Chengdu, se dieron 20 y 50 segundos de advertencia, respectivamente. Estos avisos se difundieron a través de altavoces, teléfonos móviles y televisores. Xi Jinping el Secretario General del Partido Comunista Chino advirtió a los funcionarios locales que salvar vidas era lo prioritario, y les pidió hacer todo lo posible para rescatar a las personas en las áreas afectadas por el desastre y minimizar la pérdida de vidas. Li Keqiang primer ministro del Consejo de Estado, instó a una evaluación rápida de la situación, así como a todos los esfuerzos de rescate y tratamiento médico.

### Respuesta de emergencia
Se enviaron funcionarios de gestión de emergencias del condado de Luding al condado para verificar las víctimas y evaluar los daños. Los funcionarios impidieron la entrada de vehículos a la Carretera Nacional 318 de China para garantizar que las carreteras de rescate estuvieran desbloqueadas. Los servicios ferroviarios, incluidos C6633, D1919 y G8792, operados por China Railway Chengdu Group se retrasaron debido a las inspecciones de daños. Los pasajeros afectados fueron reembolsados.
El Ministerio de Manejo de Emergencias y el Comité Nacional para la Reducción de Desastres emitieron una respuesta de emergencia de Nivel IV para el área. Más de 6.500 miembros del personal de rescate de emergencia de Ganzi, Chengdu, Deyang, Leshan, Ya'an, Meishan y Ziyang fueron enviados al epicentro. Además se desplegaron cuatro helicópteros de rescate, dos drones y 31 equipos de rescate. Más de 3.600 personas y 70 perros de búsqueda y rescate de Chongqing, Gansu, Guizhou, Yunnan, Qinghai y regiones cercanas se pusieron en espera para posibles esfuerzos interregionales. La Oficina de la Reserva Estatal y el Ministerio de Gestión de Emergencias asignó 3000 tiendas de campaña, 10 000 edredones, 10 000 camas y otros suministros de socorro para reubicar a los residentes del condado de Luding. Más de 50.000 residentes en Ganzi y Ya'an fueron evacuados. PetroChina operó tres estaciones de servicio en sus instalaciones en Kangding y Ganzi para garantizar su suministro para el socorro en casos de desastre. También se utilizaron camiones para movilizar petróleo a la región.
En Moxi el personal de la Brigada de Bomberos Forestales de Sichuan rescató a los residentes atrapados entre los escombros y transportó a los heridos por un río. El Centro de Conservación e Investigación de China para el Panda Gigante dijo que las cuatro instalaciones de pandas en la provincia no se vieron afectadas. Al menos 50 personas que resultaron heridas recibieron tratamiento por parte de equipos médicos. El personal de emergencia sacó a más de 30 personas atrapadas debajo de los escombros. Los rescatistas tuvieron que cavar a mano entre los escombros ya que el equipo de rescate no pudo pasar a través de pasillos estrechos. 
Los rescatistas sacaron a tres sobrevivientes y un cuerpo de los escombros de un hotel derrumbado en Moxi. Los rescatistas también ubicaron a los sobrevivientes atrapados debajo de un puente derrumbado en Detuo. Las 219 personas previamente atrapadas durante más de 50 horas en el Parque Geológico Nacional Hailuogou fueron evacuadas con éxito a Moxi en helicóptero.
Los bomberos utilizaron botes de goma para llegar a las aldeas afectadas. En las aldeas de Ziyachang y Wandong, 17 personas fueron evacuadas. Los bomberos también observaban el lago represado y advirtieron a los residentes que evacuaran. Los rescatistas evacuaron a más de 900 residentes en Qinggangping, un pueblo cerca de Moxi que estaba amenazado por el rápido flujo de agua. Las autoridades locales estaban preocupadas por la posibilidad de que más deslizamientos de tierra formaran charcos de agua en ríos en otros lugares. Los funcionarios dijeron que se desconoce el alcance de los daños en el río Dadu, pero que estaba siendo monitoreado. El río se descargó más tarde, pero los residentes afectados ya habían evacuado. 
Las condiciones climáticas húmedas y los flujos de lodo han interrumpido los intentos de los rescatistas de buscar a los desaparecidos. La administración meteorológica de China emitió una alerta amarilla advirtiendo sobre la posibilidad de desastres geológicos. Se esperaban fuertes aguaceros en algunas zonas y se pronosticaban precipitaciones moderadas durante varios días. La administración agregó que las condiciones geológicas posteriores al terremoto son intrínsecamente frágiles y el impacto de las lluvias adicionales puede provocar deslizamientos de tierra y lodo. Las réplicas provocaron deslizamientos de tierra adicionales.

### Los esfuerzos de ayuda
El gobierno chino reservó 50 millones de yuanes (7,25 millones de dólares estadounidenses) para los esfuerzos de socorro. Los funcionarios de Sichuan también asignaron 50 millones de yuanes a Ganzi. La Sociedad de la Cruz Roja de China proporcionó 1 millón de yuanes (143,70 mil dólares estadounidenses), 450 tiendas de campaña, 3000 paquetes de socorro, 2400 camas y 1200 mantas. Además, más de 150 miembros de la organización respondieron a la crisis. Las donaciones de 65 empresas para ayudar en los esfuerzos de recuperación totalizaron 1168 millones de yuanes (167 435 988 USD), según SASAC. Wuliangye donó un total de 15 millones de yuanes (US$ 2,16 millones) mientras que BYD donó 5 millones de yuanes (US$ 718,49 mil) para ayudar en los esfuerzos de recuperación.
Más de 3600 personas y 70 perros de búsqueda y rescate de Chongqing, Gansu, Guizhou, Yunnan, Qinghai y otras regiones cercanas se pusieron en espera para posibles esfuerzos interregionales. La Oficina de la Reserva Estatal y el Ministerio de Gestión de Emergencias asignaron 3000 tiendas de campaña, 10 000 edredones, 10 000 camas y otros suministros de socorro para reubicar a los residentes del condado de Luding. Más de 50.000 residentes en Ganzi y Ya'an fueron evacuados, y 22.000 fueron reubicados en 124 asentamientos improvisados.
Las carreteras que daban paso a la región del epicentro se habían reabierto, lo que permitió que el tráfico se reanudara el 7 de septiembre. Los funcionarios del condado de Luding dijeron que sus fábricas de baterías de litio no se vieron afectadas. La mayoría de las operaciones comerciales e industriales se habían reanudado. El Centro de Conservación e Investigación de China para el Panda Gigante dijo que las cuatro instalaciones de pandas en la provincia no se vieron afectadas. PetroChina operó tres estaciones de servicio en sus instalaciones en Kangding y Ganzi para garantizar su suministro para el socorro en casos de desastre. También se utilizaron camiones para movilizar petróleo a la región. Para el 8 de septiembre, se restableció la energía en 34.184 hogares, o alrededor del 80 por ciento de las prefecturas de Ganzi y Ya'an. China Tower dijo que 211 de sus 398 instalaciones de comunicación móvil se quedaron sin energía mientras que dos estaban fuera de servicio. En respuesta, se enviaron al área 138 especialistas en reparación, 59 vehículos y 116 generadores.
El departamento de bomberos de Taiwán dijo que 40 rescatistas, un perro de búsqueda y cinco toneladas de equipos estaban listos si se necesitaba ayuda. El CEO de Apple, Tim Cook, dijo que la compañía se comprometió a donar a los esfuerzos de ayuda, aunque no se reveló la cantidad de dinero.

## Respuesta al COVID-19
Cuando se produjo el terremoto los residentes de Chengdu que intentaron huir de sus hogares encontraron cerradas las salidas de estos edificios. Bajo la respuesta Zero-COVID de China y las estrictas reglas de cierre los bloques de apartamentos se cerraron para mantener a los residentes en el interior. Los videos de estos incidentes donde los residentes asustados fueron encerrados desde el interior de sus apartamentos circularon en línea y provocaron la ira entre los internautas. En respuesta la Comisión de Salud de Chengdu dijo que "se debe dar prioridad a salvaguardar la vida del público en caso de terremotos, incendios, inundaciones y otros desastres".
El Comando de Emergencia de la Prefectura de Ganzi para la Nueva Epidemia de Neumonía Coronaria emitió una declaración en WeChat para prevenir una epidemia local en el área afectada por el desastre. La declaración indicó que los rescatistas debían presentar un certificado de prueba de ácido nucleico negativo dentro de las 24 horas y un código de salud verde. Los rescatistas también debían asegurarse de no viajar a ciudades con casos de COVID-19. Los trabajadores de rescate tendrían que someterse a una inspección en los puntos de control antes de llevar a cabo las misiones de rescate. Las autoridades colocaron el área afectada bajo restricciones temporales prohibiendo la entrada al público. Los sobrevivientes fueron evaluados regularmentepara COVID-19 todos los días, y tuvo que revelar su historial de viajes registrando su ubicación en una aplicación móvil. Los residentes del área también debían presentar documentos de aprobación a las autoridades locales antes de ingresar. 